# Everett J. Nelson
Everett John Nelson (* 18. Oktober 1900 in Castle Rock, Washington; † 29. September 1988) war ein US-amerikanischer Philosoph.
Nelson lehrte von 1930 bis 1952 an der University of Washington und von 1952 bis 1970 an der Ohio State University.
Nelson war von 1946 bis 1947 Präsident der Pazifischen und von 1966 bis 1967 der Westlichen Division der American Philosophical Association. Er war Mitglied von Phi Beta Kappa.
Auf Deutsch wurde von ihm 1972 Metaphysische Voraussetzungen der Induktion in der Zeitschrift Philosophia naturalis veröffentlicht.